# Septième pandémie de choléra

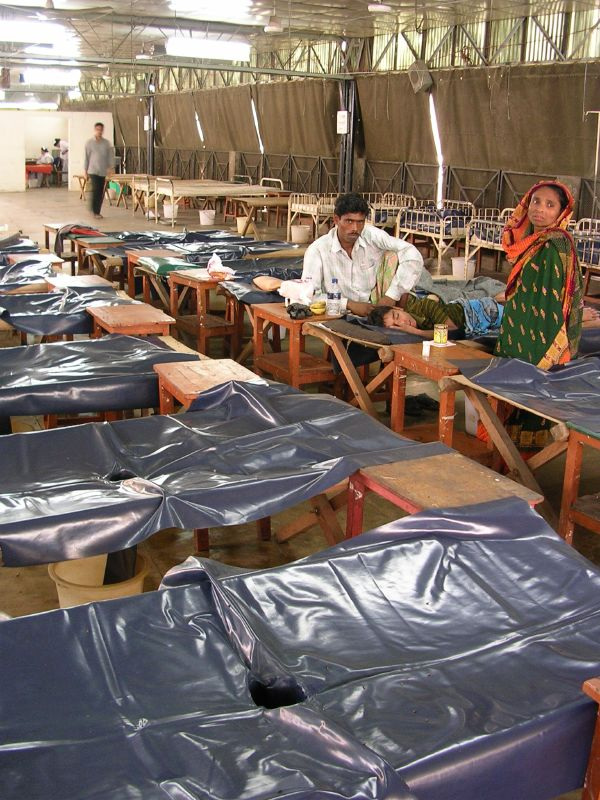
Partie d'un hôpital consacré au choléra à Dhaka (février 2005).

La septième pandémie de choléra (dont on fixe le début à 1961) est l'épidémie de choléra en cours. Elle est due au Vibrio cholerae (vibrion cholérique), qui sévit sous forme de vagues épidémiques successives dans une partie du monde depuis les années 1960, notamment dans plusieurs pays en développement où manquent les accès à l'eau propre et à l'assainissement, comme la République démocratique du Congo et Haïti ; cette épidémie n'est toujours pas maitrisée en 2018 (1 304 décès ont été répertoriés en 2015).
On cherche encore à mieux comprendre comment différentes souches de ce microbe circulent dans l'environnement et au sein de l'espèce humaine afin de mieux prédire et traiter les épidémies et pour identifier les souches en circulation ayant un potentiel pandémique. Selon l'OMS, en 1986, 92 pays étaient atteints.

## Histoire épidémiologique et écoépidémiologique
Le code génétique de la bactérie responsable de cette maladie réémergente et pandémie est maintenant bien connu, mais les épidémiologistes et microbiologistes cherchent encore à identifier quel a été le changement (ou quels ont été les changements) permettant à cet organisme de passer à nouveau du stade d'épidémies locales à des niveaux pandémiques. 
Les scientifiques ont pu se baser sur de l'ADN ancien (à partir d'échantillons archéologiques (« historiques ») conservés par des laboratoires) pour mieux comprendre comment une souche auparavant anodine et inoffensive a muté pour se transformer en un microbe qui tue depuis plus de 80 ans.
Selon ce travail, publié en novembre 2016 dans la revue Proceedings of the National Academy of Sciences, il y aurait eu « six étapes dans l'évolution de la souche moderne conduisant à sa toxicité et sa capacité à se propager » :
1. Une souche no 7 a émergé au Moyen-Orient par divergence avec une souche existante, sans doute au tournant du XVIIIe siècle. La première observation de ce nouveau lignage a été faite par un laboratoire égyptien à El Tor en 1897 et confirmée en 1905[7]. On sait maintenant que la souche « El Tor » présentait environ 30 % de différence avec les souches antérieures, mais elle ne se montrait ni très contagieuse ni très pathogène.
2. La décennie suivante, la bactérie se diffuse autour du Moyen-Orient, et acquiert un gène clé dit « tcpA ». 
Ce gène code la production d'une excroissance en forme de cheveux sur la surface du bacille et cette excroissance facilite son accroche sur la surface de l'intestin grêle. Ce seul changement n'a pas suffi à rendre la souche vraiment pathogène, mais pourrait l'avoir aidée à survivre plus longtemps dans les intestins des nombreux pèlerins religieux voyageant à destination et en provenance de La Mecque, et aurait ainsi permis à ce microbe d'étendre son aire de répartition ;
3. De 1903 à 1908, la souche « El Tor » a encore évolué en intégrant un nouveau fragment essentiel d'ADN est probablement ce qui l'a rendue mortellement pathogène pour l'homme. À cette époque, la sixième pandémie de choléra était encore en plein essor au Moyen-Orient, en Europe et en Afrique du Nord. Une hypothèse est qu'un virus bactériophage, en infectant le bacille du choléra, y a récupéré une forme « classique » du gène de la toxine de choléra au sein de la sixième souche pour ensuite infecter une souche d'« El Tor » en lui transférant le gène de ladite toxine (gène CTX). Le nouveau bacille s'est alors mis à causer une violente diarrhée aqueuse, qui a accéléré la propagation de la maladie en diffusant le microbe dans l'environnement et en polluant les approvisionnements en eau. Il manquait cependant encore au microbe quelques gènes clés pour devenir réellement pandémique ;
4. De 1908 à 1925 la nouvelle souche se déplace plus à l'est (on la retrouve à Makassar en Indonésie, où elle a pu acquérir de nouveaux gènes qui ont probablement augmenté sa contagiosité). Deux sous-groupes génétiquement légèrement différents apparaissent alors encore aujourd'hui identifiés comme « Vibrio seventh pandemic (VSP) 1 and 2 » mais on ignore encore les liens entre l'évolution du bacille à cette époque et une augmentation apparente de sa transmissibilité ;
5. de 1925 à 1954 le bacille mute encore pour devenir plus pathogène et contagieux ;
6. de 1954 à 1961 le bacille continue à muter et devient encore plus pathogène et contagieux, alors que cette nouvelle souche se répand dans le reste du monde (des échantillons historiques montrent qu'elle était par exemple présente aux États-Unis en 1973).

Cependant, certains biologistes comme Mark Achtman (de l'université de Warwick, à Coventry) estiment que l'on ne comprendra vraiment l'histoire évolutive du bacille qu'en explorant mieux les caractéristiques des souches circulant dans l'environnement, car, quantitativement, la part les isolats de la maladie humaine ne constituent que la pointe de l'iceberg éco-épidémiologique, et parce que « à tout moment de l'histoire de nouvelles souches pourraient provenir de ces agents pathogènes plutôt que d'une transmission d'homme à homme ». Cependant peu d'échantillons anciens prélevés directement dans l'environnement ont été conservés, ce qui rend presque impossible la recherche d'une preuve que telle ou telle souche (ou appariement de souches présentant des caractéristiques particulières) ont fait le saut vers l'espèce humaine. 

## Aujourd'hui
Le microbe est, chez l'homme, presque circonscrit à quelques régions du monde, mais la maladie y réapparait régulièrement sous forme de vagues successives (dont dans de grandes villes comme à Dakar au Sénégal par exemple). Selon les données récoltées de 1960 à 2016, la septième pandémie de choléra a comme principal vecteur les eaux usées brutes et contaminées.
Un traitement médical approprié permet de limiter considérablement la mortalité, mais les capacités de propagation de la bactérie font qu'elle figure encore parmi les priorités en matière de santé publique mondiale. L'approche One Health recommandée par l'OMS et l'OIE encourage à traiter à la fois les questions environnementales (qualité/propreté de l'eau et des aliments en l'occurrence) et de santé humaine.
Tout comme la peste, le choléra reste une pandémie menaçante.

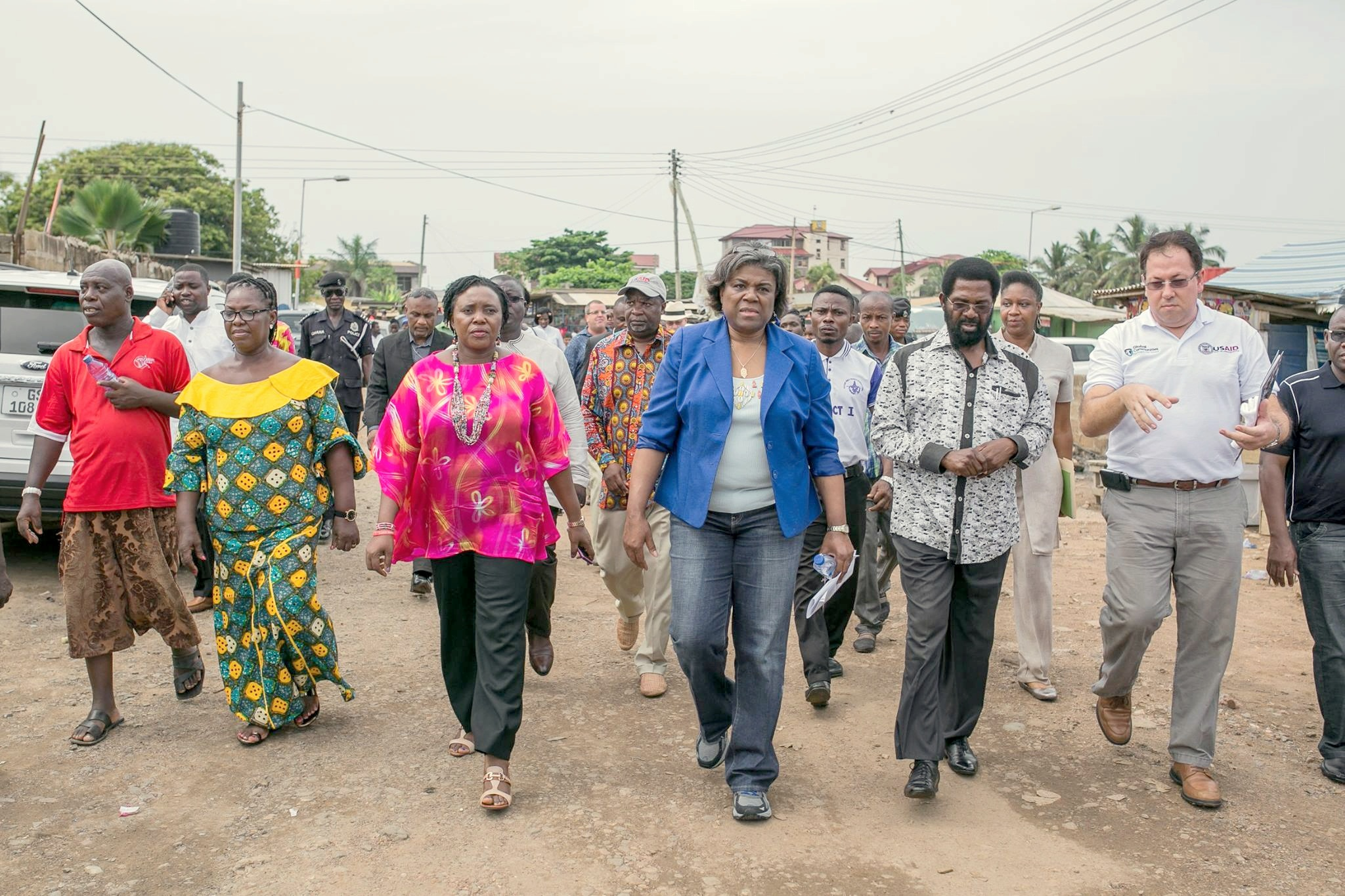
La secrétaire d'État adjointe aux affaires africaines des États-Unis, Linda Thomas-Greenfield (au centre en blazer bleu) à Labadi, au Ghana, lors d'une visite d'inspection et de soutien à un projet soutenu par l'USAID et visant à améliorer l'accès à l'eau potable, l'assainissement et l'hygiène pour stopper le choléra au Ghana (18 avril 2016).

## Moyens de précaution et de lutte contre le microbe
Ce sont principalement la désinfection ou la filtration de l'eau (dans les régions d'endémie du vibrio où l'eau est prélevée directement dans des mares ou lacs, une simple filtration sur huit couches de foulards de tête en nylon suffit à éliminer plus de 99,9% des vibrio cholerae détectés dans l'eau parce que ces microbes sont presque toujours portés par des organismes planctoniques (seston). 
La mise en place d'un accès à l'eau potable et d'un assainissement efficace et certaines mesures d'hygiène sont également des moyens de faire reculer les épidémies. 